# 核酸抑制剂

图像显示了DNA、RNA和蛋白质的合成。前两个是核酸。

核酸抑制剂是一类通过抑制核酸产生发挥作用的抗菌剂。主要有两大类：DNA抑制剂和RNA抑制剂。抗真菌氟胞嘧啶以类似的方式发挥作用。

## DNA抑制剂
经典的DNA抑制剂（例如喹诺酮类药物）作为拓扑异构酶抑制剂作用于DNA旋转酶。另一组DNA抑制剂，包括呋喃妥因和甲硝唑，作用于厌氧菌。它们通过产生掺入DNA链的代谢物来发挥作用，从而更容易断裂。这些药物对厌氧生物有选择性毒性，但也可以影响人体细胞。

## RNA抑制剂
RNA抑制剂（例如利福平）作用于DNA依赖性RNA聚合酶。

## 抗叶酸剂（DNA、RNA和蛋白质）
抗叶酸剂主要作为RNA和DNA抑制剂，在教科书中通常与核酸抑制剂归为一类。然而，它们也间接充当蛋白质合成抑制剂（因为四氢叶酸也参与氨基酸如丝氨酸和甲硫氨酸的合成），因此它们有时被认为是自己的类别，即抗代谢物。然而，当“抗代谢药”按字面意思使用时，可以适用于许多不同类别的药物。